# Tristan Brusch

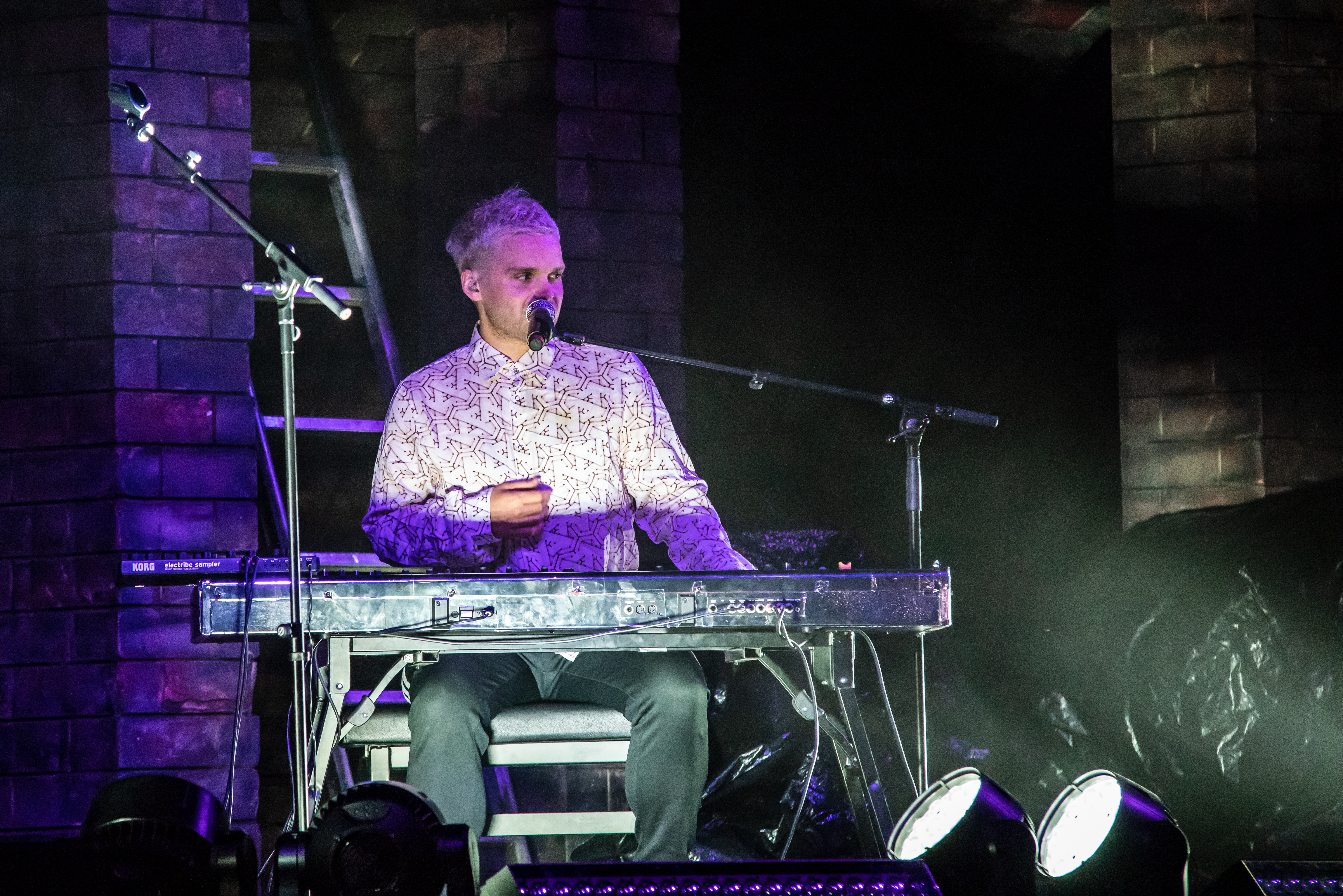
Tristan Brusch auf dem ZMF 2018 in Freiburg

Tristan Friedrich Brusch (* 1988 in Gelsenkirchen) ist ein deutscher Popmusiker.

## Leben
Seine Eltern waren ebenfalls beide Musiker, der Vater berufsmäßiger klassischer Violinist, die Mutter Pianistin. Brusch wuchs in Tübingen auf. 2008 veröffentlichte er sein erstes Album My Ivory Mind. Erste größere Bekanntheit erlangte er 2012, als die Hip-Hop-Gruppe Die Orsons für ihren Song Jetzt ein Gitarrensample aus Bruschs Lied Little Funny Man nutzten. Es folgten mehrere Kollaborationen mit den Orsons, insbesondere mit dem Rapper Maeckes, für dessen Album Tilt (2016) Brusch die Musik komponierte. 2015 veröffentlichte Tristan Brusch seine Fisch EP. Er arbeitete außerdem zusammen mit Musikern wie Cro, Mine, Oehl und Fatoni.
Am 8. Juni 2018 erschien Bruschs erstes deutschsprachiges Album Das Paradies auf Downbeat Records, exklusiv lizenziert für die Warner Music Group Germany. Die Rezensentin des Intro-Magazins charakterisierte den Stil als „emotionsgeladenen, detailverliebten Trashpop“ und lobt, der Musiker halte damit „die Balance zwischen Enthusiasmus und Erschrecken, Extravaganz und Experiment“.
Sein zweites Album Am Rest wurde am 29. Oktober 2021 unter dem Berliner Indie-Label Bube Dame König Artist veröffentlicht. In einem Interview mit Rolling Stone Germany betonte Brusch den stilistischen Einfluss durch Tom Waits' Album Rain Dogs. Zudem offenbarte er den "oldschool" Ansatz, den die Aufnahmen dank Produzent Tim Tautorat aufwiesen und laut ihm im Kontrast zu vielen modernen Produktionen stünden.
Am Wahn, Brusch's drittes Album, erschien am 24. März 2023 auf Tautorat Tonträger, dem Label des Produzenten der letzten beiden Alben in Brusch's Diskographie. In einer positiven Kritik für Die Zeit beschrieb Moritz Hackl Brusch's Musik auf dem Album als "[e]ingängig, aber nicht einfach, klug konstruiert, aber nicht zu schlaumeierig."
Am 14. August 2025 kündigte er sein neues Album Am Anfang und damit verbundene Tour an. Eine erste Single des Albums, Grundsolider Schläger veröffentlichte er einen Tag später. Das Album selbst soll am 24. Oktober 2025 erscheinen.
Tristan Brusch lebt und arbeitet in Berlin.

## Diskografie

### Alben und EPs
- 2008: My Ivory Mind
- 2015: Fisch (EP)
- 2018: Das Paradies
- 2019: Operationen am faulen Zahn der Zeit (EP)
- 2021: Am Rest
- 2023: Am Wahn
- 2023: Woyzeck
- 2025: Am Anfang

### Singles und Musikvideos
- 2004: Where’s Heaven
- 2007: The Peacock
- 2008: My Ivory Mind
- 2008: Ballerino
- 2009: Sunshine Reggea Rainbow Rapist
- 2012: You, True
- 2015: Fisch (EP)
- 2018: Hier kommt euer bester Freund
- 2018: Loch
- 2018: Zuckerwatte
- 2018: Tier
- 2018: Trümmer
- 2019: Die Moritat vom Schweighöfer
- 2019: Weihnachtszeit Traurigkeit
- 2021: Zwei Wunder am Tag
- 2021: Der Abschaum / 2006
- 2023: Oh, Lord
- 2025: Grundsolider Schläger